# Federal Standard 595
Federal Standard 595B - Colors Used in Government Procurement (Bundesstandard 595B - Farben in Verwendung der Beschaffung(sstellen) der Regierung(sbehörden)) ist eine standardisierte Farbpalette in den USA. Häufig findet man die Abkürzung des Standards als FED-STD-595, FED-STD-595B oder FS-595B.
Die General Services Administration (Beschaffungsstelle der Regierungsbüros) beschloss dieses Farbsystem 1956. Der Standard fußt auf Richtlinien, die zur Zeit der Beschaffungsprobleme während des Zweiten Weltkriegs erlassen wurden, als in der Auftragsfertigung für militärische Ausrüstung die Einhaltung einer vorgegebenen Farbgebung dringlich wurde.
Der erste Standard FED-STD-595 vom März 1956 umfasste 358 Farben, die Revision A vom Januar 1968 umfasste dann 437 Farben. Die noch aktuelle Revision B Change 1 umfasst 611 Farben. Die Farben werden mit einem Farbcode aus fünf Ziffern bezeichnet und haben keine eigenen Farbnamen. Vergleichbar der RAL CLASSIC Farbpalette werden Musterkarten mit allen Farbenwerten gedruckt und verteilt.
Die Revision C des FED-STD-595 wurde in einer Rohfassung am 10. August 2007 veröffentlicht und sollte im Jahr 2008 beschlossen werden. Es gibt keine Änderung an bestehenden Farben; es werden 39 Farbtöne hinzugefügt, sodass der zukünftige 595C dann 650 Farben umfasst. Der neue Standard umfasst auch Reproduktionsinformationen, einschließlich Farbzusammensetzung und Farbnamen.
Auch in der vorgeschlagenen Revision C mit den Reproduktionsinformationen handelt es sich um eine klassische Farbpalette aus der Ära vor der Digitalisierung - deren ausschließlich maßgeblichen Referenz sind die Farbkarten (vergleichbar RAL CLASSIC in Deutschland und BS 4800 im Vereinigten Königreich). Die Hauptauftragnehmer der Regierung sind verpflichtet, die Musterkarten mindestens alle zwei Jahre zu ersetzen. Eine Erweiterung in Richtung eines Systems nach Farbwahrnehmung wie das RAL DESIGN Farbsystem oder das NCS-Farbsystem gibt es hier nicht.